# Jean Hyppolite
Jean Hyppolite (ur. 8 stycznia 1907 w Jonzac, zm. 26 października 1968 w Paryżu) – filozof, tłumacz i komentator dzieł Georga Wilhelma Friedricha Hegla.

## Życiorys
Hyppolite studiował w École Normale Supérieure w Paryżu, gdzie poznał Jean-Paula Sartre’a, Maurice’a Merleau-Ponty'ego i Georges’a Canguilhema, którzy byli jego przyjaciółmi i z którymi przez całe życie prowadził filozoficzne dyskusje. Na początku lat 30. uczęszczał na seminarium poświęcone filozofii Hegla, prowadzone przez Alexandre’a Kojève'a. W latach 1945–1948 Hyppolite był profesorem na uniwersytecie w Strasburgu, a w 1949 roku przeniósł się na Sorbonę. Pięć lat później został dyrektorem École Normale Supérieure, gdzie sam wcześniej studiował. W 1963 objął katedrę historii systemów Collège de France, a w 1967 został jego dyrektorem. W roku 1968 był inicjatorem Kongresu Heglowskiego, w trakcie którego organizacji zmarł.
Hyppolite uczestniczył w seminariach poświęconych Sigmundowi Freudowi, które były prowadzone w latach 1953-1956.
Jean Hyppolite pasjonował się historią nauki, dociekał znaczenie geometrii w ukonstytuowaniu metafizyki kartezjańskiej. Prowadził dialog z tradycją filozoficzną, głównie z Heglem, Karolem Marksem, Sigmundem Freudem, jak i z filozofami swojego czasu, np. Merleau-Ponty'm czy Sartre'em.
Zamierzeniem Heyppolite było pogłębienie współczesnej filozofii w trzech głównych nurtach: fenomenologii, egzystencjalizmie i marksizmie, pokazując ich zakorzenienie w myśli Hegla.
Hyppolite był jedną z osób, która przyczyniła się do rozwoju sytuacji intelektualnej we Francji oraz do wniknięcia filozofii Hegla w życie kulturalne tego kraju. Był także wybitnym nauczycielem, wśród jego słuchaczy można znaleźć wybitnych myślicieli takich jak: Georges Bataille, Gilles Deleuze, Jacques Derrida, Michel Foucault, Félix Guattari.

## Twórczość
Hyppolite przełożył na język francuski ważne dzieło Hegla: Phänomenologie des Geistes (La phénoménologie de l’esprit, I-II, 1939–1941) oraz wiele lat później drugie dzieło Vorrede zur Phänomenologie des Geistes (Préface de la Phénoménologie de l’esprit, 1966).
Jest autorem publikacji: 
- Genése et structure de la Phénoménologie de l'esprit (1946),
- Introduction à la Philosophie de l’historie de Hegel (1948, 1983),
- Logique et existence. Esseai sur la logique de Hegel (1953, 1961),
- Études sur Marx et Hegel (1955, 1965),
- Sens et existence dans la philosophie de Maurice Merleau-Ponty (1963).

Pośmiertnie wydano: 
- Figures de la pensée philosophique. Écrits de Jean H. (1931-1968) (I-II, 1971).